# 23191 Sujaytyle
23191 Sujaytyle là một tiểu hành tinh vành đai chính với chu kỳ quỹ đạo là 1801.9306786 ngày (4.93 năm).
Nó được phát hiện ngày 24 tháng 8 năm 2000.